# هنشير الدوامس

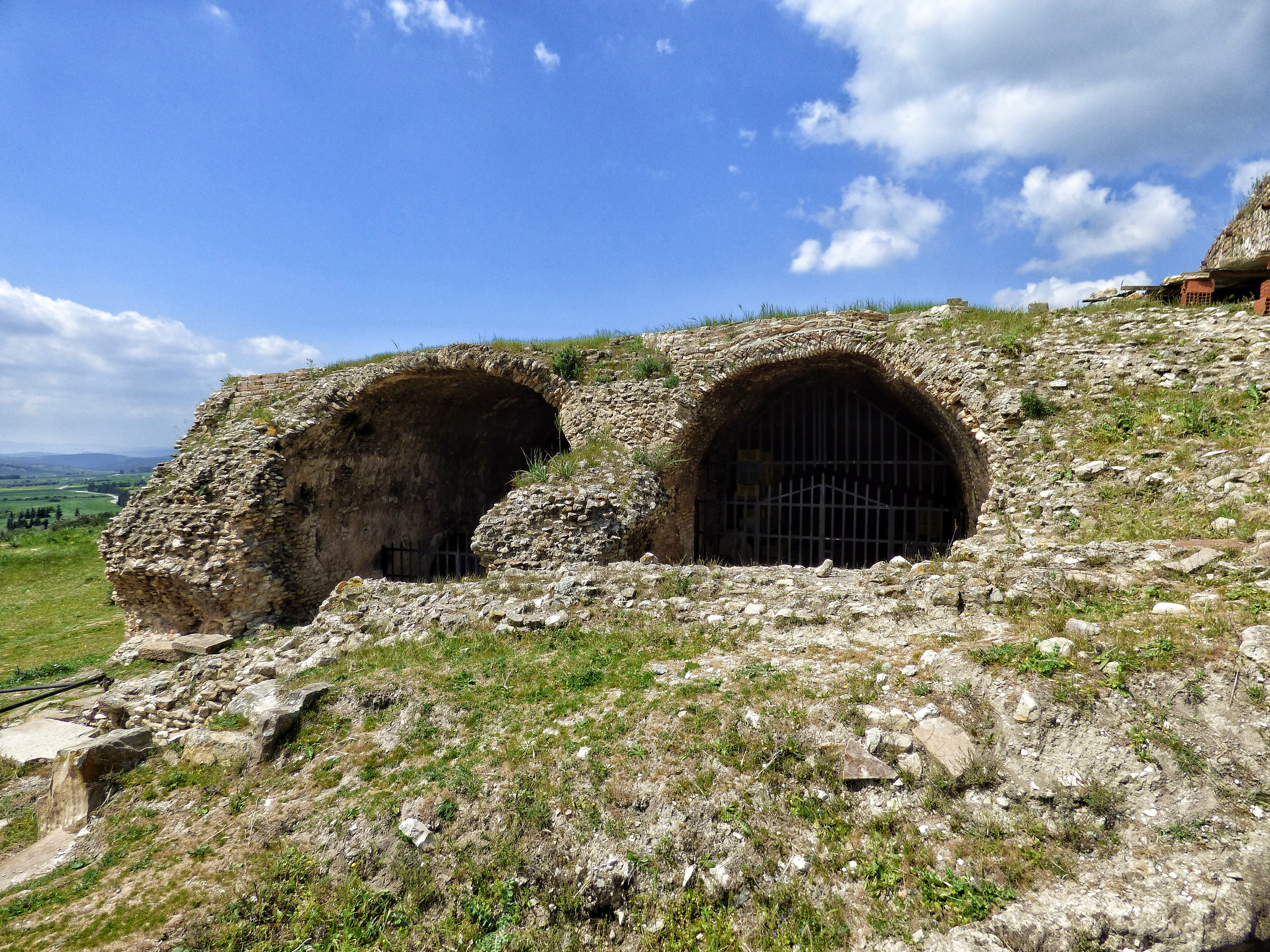
خزانات المياه بهنشير الدوامس

هنشير الدوامس هو موقع أثري يقع بمنطقة ريحانة التّابعة لمعتمدية تبرسق في ولاية باجة، شمال غرب تونس. بدأت عمليات التنقيب الجزئيّة في الموقع في القرن الناسع عشر، ثم استأنفت مرّة أخرى، بتعاون تونسي ايطالي، رغم أنّ الموقع ليس معروفا.

## الموقع
يقع الموقع على بعد 120 كم من العاصمة التونسية، بالقرب من الموقع الأثري بدقة ويمسح حوالي عشرون هكتارا.

## التّاريخ
تأسّست المدينة في العهد النّوميدي خلال القرن الخامس قبل الميلاد. بدأ الاستعمار الروماني بعد هزيمة يوغرطة، سنة 103 قبل الميلاد، اثر استقرار المحارب غايوس ماريوس. مُنحت المدينة لقب المستعمرة الرومانية في عام 230 من قبل سيفيروس ألكسندر، ثمّ أصبحت مقر الأسقفية في القرن الخامس، وبقيت ناشطة في العصر الواندالي والبيزنطي، ثمّ، في القرنين التاسع والثاني عشر، شهدت استقرارا عربيّا.

### اكتشاف الموقع
سنة 1882، تم تحديد الموقع ودراسته، لأول مرة من قبل تشارلز تيسو، ثمّ من قبل رينيه كانيات سنة 1885. نشر ألفريد مرلين ولويس بوانسوت عمل كبير في أوائل القرن العشرين. ثم وقع التخلي عن الاهتمام بالموقع والاهتمام بدقة الذي يقع قريبا جدّا منه.

سنة 1994، وقع الاتفاق بين المعهد الوطني للتراث وجامعة ساساري لإعادة العمل على الموقع.

## معالم الموقع

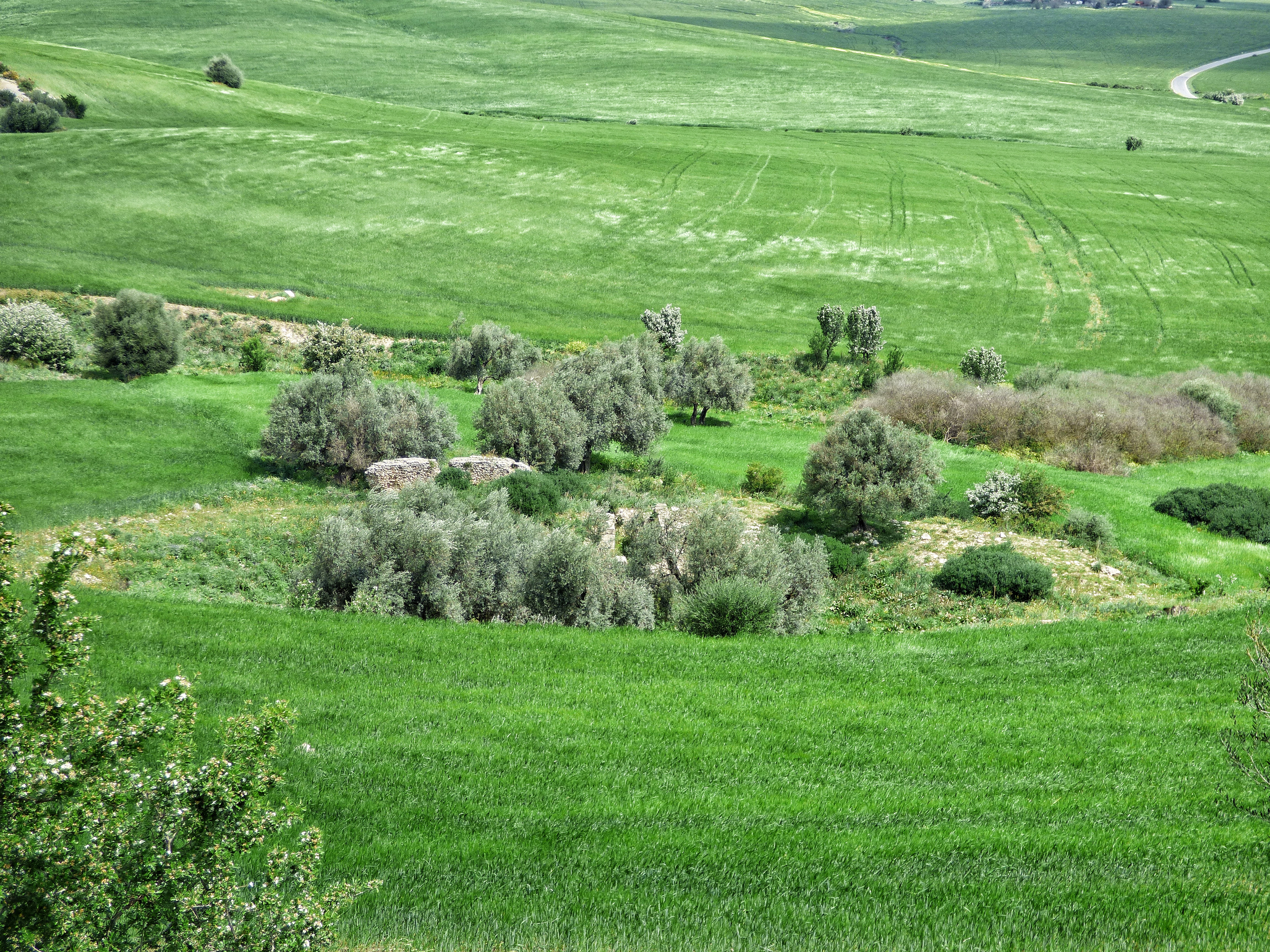
مسرح هنشير الدوامس

يوجد بالموقع المعالم التّقليدية لأي مدينة رومانية.

### معالم رسميّة
- قوس سيفيروس ألكسندر
- قوس غورديان الثالث
- منتدى

### معالم دينية
- معبد ثالوث كابيتولين
- كنيسة للمسيحيّة الأولى

### معالم ترفيهية
- حمّانات ساخنة تعود للقرن الرابع
- مسرح يعود للقرن الثّالث